# 太榆同城化

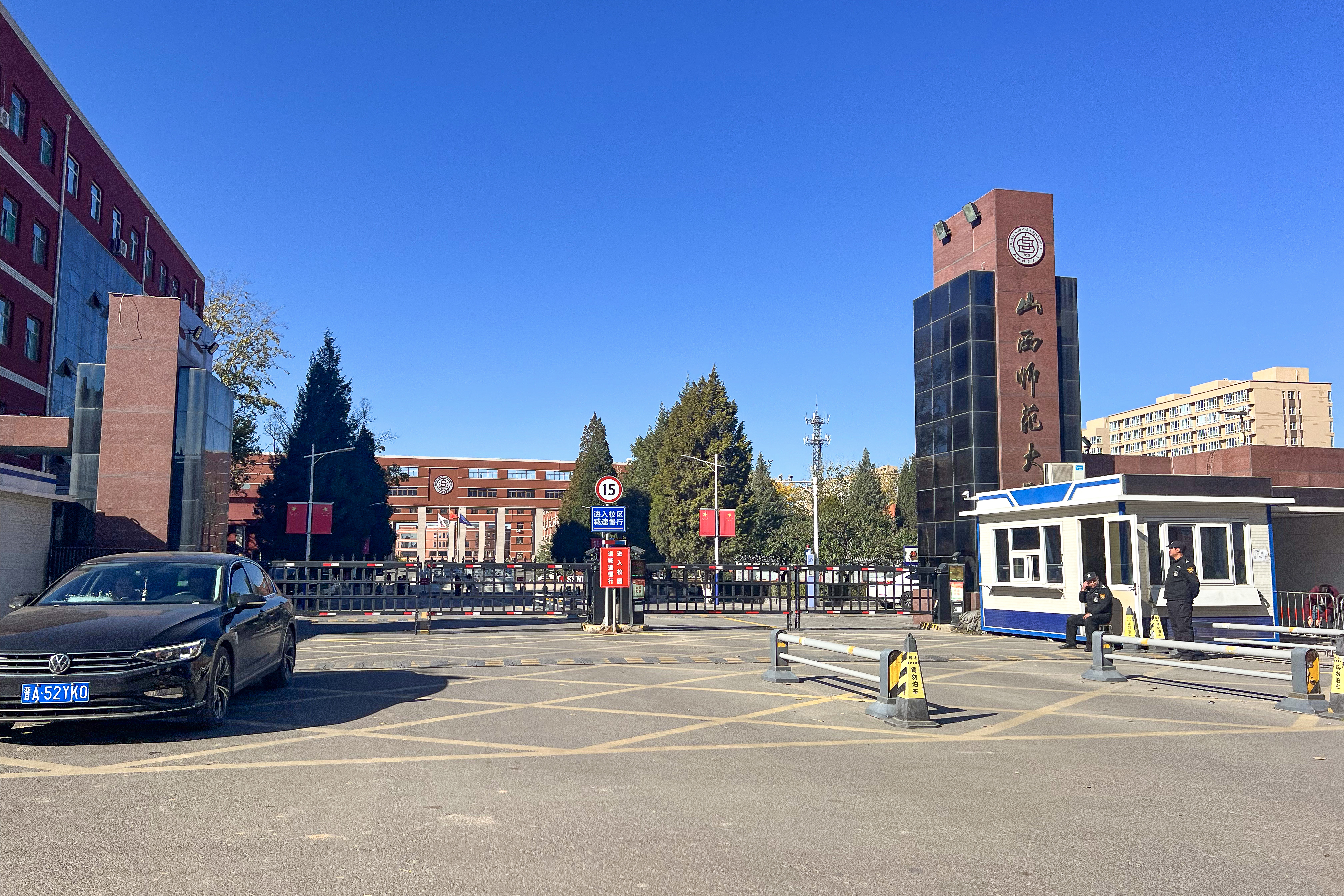
山西师范大学太原校区位于太原市小店区与晋中市榆次区交界处

太榆同城化有时也被一些媒体称为太原晋中同城化，是指中国山西省太原市和晋中市榆次区的城市一体化进程，是山西省在中部崛起背景下提出构建太原经济圈的重要组成部分。

## 背景
太榆同城化，是山西省在中部崛起背景下提出构建太原经济圈的重要组成部分。

## 进程
- 2002年12月3日，山西省首条城际公交线路901路（太原火车站-晋中晋华站）开通。
- 2008年12月16日，太原与晋中广电有线网络正式对接。
- 2013年，山西省向工信部发函提出太原、晋中并网升位申请。[1]
- 2015年5月，山西科技创新城核心区开工建设。

## 部分项目

### 交通

#### 城际公交
- 901路（太原火车站--晋中公交南场）
- 901支路（太原火车站--晋中公交南场）
- 902路（太原火车站--省高校新区）
- 903路（下元--省高校新区）
- 903支路（下元--省高校新区）
- 909路（太原火车南站--晋中公交南场）
- 912路（富士康园区--晋中公交东场）
- 916路（太原火车南站--省高校新区）
- 太原K903路（下元--省高校新区）
- 太原K909路（太原火车南站--山西医科大学北门）
- 太原Z011路（五一广场--省公安厅刑事科学研究所）
- 太原915路（太原火车站--张家河村）
- 晋中Z1路（晋中公交南场--太原武宿机场）
- 晋中Z2路（晋中公交南场--山西白求恩医院）
- 晋中Z3路 (太谷汽车站--太原火车站)
- 晋中35路（晋中公交南场--张花）

#### 轨道交通
近期拟建的晋中至太原城际铁路由两条线路组成，总长度43.8公里。其中，1 号线为南北向，起于晋中市思凤街城东客运站，向北经榆次老城、山西高校新校区、太原南站，止于太原地铁1 号线学府街东口站；2 号线为东西向，起于晋中市环城东路，向西经晋中市主城区、晋中经济技术开发区、山西科技创新城、太原汾东商务区，止于太原地铁 2 号线人民南路站。
晋中至太原城际铁路2号线自东向西沿晋中市迎宾街、迎宾西街、太原市小店区十号路布设，全长20.4公里。其中，晋中段10.5公里，山西科创城段3.5公里，太原段6.4公里。线路正线为双线轻轨制式，敷设方式以高架为主，速度目标值80公里/小时，可承担最大单向高峰小时客流量1.95万人次。全线共设车站13座（初期开设车站8座，预留车站5座，初期平均站间距2756米，近、远期平均站间距1608米）、车辆段1处、预留停车场1处、主变电站2座、控制中心1处。估算总投资76亿元。总工期3--4年，力争于2018年年底通车运营。本次拟先行开工建设的试验段全长600米，位于山西科创城段、迎宾西街道路北侧，工程主要内容为20孔跨径30米的高架桥。

#### 快速路
- 太榆路——汇通北路（榆太路或太榆路）快速路

#### 有轨电车
- 2019年4月2日上午，山西发改委和晋中市人民政府联合召开城市有轨电车规划建设座谈会，会议就太原都市区城市有轨电车规划建设等事宜进行了初步对接，形成了一致意见。[2]

### 电信并网项目
- 两市固定电话将共用“0351”区号，目前已由山西省提报工信部。[3]

### 金融
金融同城化，就是要把太榆两地的金融机构作为一个城市的金融机构来管理运行，建立起覆盖两地各银行间的统一、方便、快捷、高效的服务体系。

### 山西科技创新城
“山西科技创新城”是山西省转型综改试验区建设的一个重大标杆项目。太原市将借鉴北京中关村、天津滨海新区、重庆两江新区等地建设经验和运作模式，结合太原和晋中两市的实际，依托两市现有的产业基础和区位优势，科学规划，高起点、高标准启动“山西科技创新城”建设。引入能够支撑山西经济发展方式转变的生物医药、节能环保、信息技术等战略性新兴产业领域的大项目、好项目，并开展其产品及产业的技术研发创新。力争将其打造成高新企业云集、技术研发创新之源的山西“硅谷”。

### 山西高校新校区
山西高校新校区，又名山西大学城、山西高校教育园区，位于山西省晋中市榆次区北部新城北侧，2011年4月开始建设，是山西省2011年度～2012年度的重点工程。

## 现实问题
一些观点认为，“太榆同城化”可能会影响榆次区的晋中市中心作用，转为太原的“附庸”。以至于坊间经常有传言此时“泡汤”，严重者甚至将此事和“撤销晋中市”联系在一起。且政府已许久没有新动作。
然而另一些人则认为此计划在不断推进中，达到预定目标指日可待。